# Peter Heidl
Peter Heidl (* 4. Mai 1958 in Weilburg) ist ein deutscher Jazz- und Weltmusiker (Flöte, Saxophone).

## Leben und Wirken
Heidl, der in Köln aufwuchs und den musischen Zweig des dortigem Humboldt-Gymnasiums besuchte, lernte zunächst klassische Querflöte.
1985 war Heidl mit der Latin-Jazz-Formation Yamambo Gewinner des WDR-Stadtmusik-Preises. In dieser Zeit wurde sein besonderes Interesse für die Weltmusik geweckt. 1987 begleite er Cem Karaca. 1988/89 gehörte er zu Schroeder, mit denen er im Rockpalast auftrat. und tourte durch Deutschland und Westafrika mit der Gruppe Dunyabele. 1990/1991 begleitete er Ebi Hamedi.
Mit dem Crossover Projekt Brother to Brother, in dem er mit seinem Bruder Reiner Heidl arbeitete, entstanden drei CDs, die u. a. bei Sony (1995) und Laika (1998) veröffentlicht wurden; mit dieser Band begleitete er 1998/99 Marla Glen. Er gründete sein eigenes Jazzquartett, trat in der Harald Schmidt Show auf und ist Mitglied der Salsaband Salsa Picante. Weiterhin arbeitete mit der hr-Bigband. Als Prinzipal gehörte er viele Jahre zum Orchester des „Starlight Express Theater“ in Bochum, mit dem er in „Saturday Night Fever“, „Miami Nights“, „La Cage“, „Pariser Leben“, „Anatevka“ und „Spamalot“ auftrat.
Seit 2011 ist Heidl Mitglied in Matthias Schriefls Band „Six, Alps & Jazz“ (Vierteljahrespreis der Deutschen Schallplattenkritik), mit dem er auch in den Projekten „Brazilian Motions“, „Multiorchester“ und „Jam & Beethoven“ auftritt. Weiterhin ist er in Köln als Dozent für die Offene Jazz Haus Schule tätig.